# 印第安伍茲鎮區 (北卡羅萊納州伯蒂縣)
印第安伍茲鎮區（英語：Indian Woods Township）是位於美國北卡羅萊納州伯蒂縣的一個鎮區。

## 地方資料
印第安伍茲鎮區的面積為103.08平方千米，皆為陸地。根據2020年美國人口普查的數據，當地共有人口3176人，而人口密度為每平方千米30.81人。